# Samtgemeinde Lathen

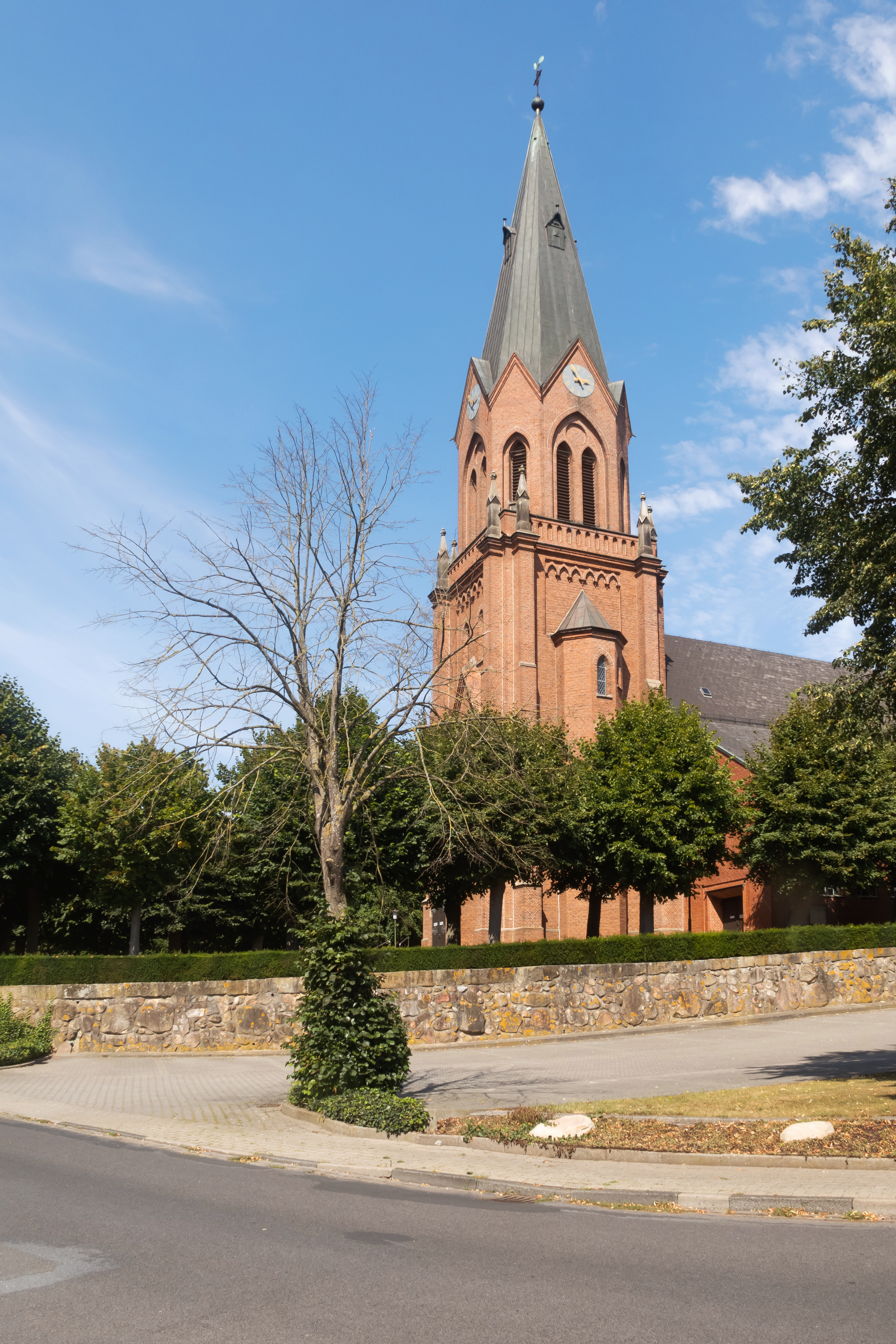
Lathen, kerk: Pfarrkirche Sankt Vitus

De Samtgemeinde Lathen is een samenwerkingsverband in het  Landkreis Emsland in de deelstaat Nedersaksen. De plaatsen liggen allen nabij de Nederlandse grens.

## Deelnemende gemeenten
De samtgemeinde Lathen bestaat uit zes deelnemende gemeenten (Mitgliedsgemeinden):
|  | 1. Fresenburg (910) met Düthe en Melstrup 2. Lathen (6.581; hoofdplaats, zetel van het bestuur van de Samtgemeinde); inclusief de dorpen en gehuchten Kathen-Frackel (2 km ZW), Hilter (4,5 km ZW), Kathen-Siedlung (4 km ZO), Dünefehn, en Lathen-Wahn (3 km O). 3. Niederlangen (1.257) 4. Oberlangen (962) 5. Renkenberge (686) 6. Sustrum (1.349) met Neu Sustrum en Sustrumer Moor |

In bovenstaande lijst corresponderen de nummers met die op het bijbehorende kaartje.
Het getal tussen haakjes is het aantal inwoners van iedere deelgemeente per 31 december 2018. In totaal had de Samtgemeinde toen 11.745 inwoners.

## Geografie, verkeer, vervoer
De gemeente Lathen bestaat uit een rivieroeverlandschap aan weerszijden van de Eems, waar zich de oudste dorpen bevinden, en een veenlandschap ten westen daarvan met jonge dorpen (veenkoloniën).
In het noorden grenst de Samtgemeinde Lathen aan de Samtgemeinde Dörpen, in het oosten aan de Samtgemeinde Sögel, in het zuiden aan de stad Haren  en bij Sustrumer Moor in het westen aan het gehucht Wessingtange in de Nederlandse gemeente Westerwolde.
Fresenburg, met de gehuchten Düthe en Waterloh, is op een eiland komen te liggen; ten westen van deze dorpjes loopt de Eems in grote kronkels; ten oosten ervan loopt een kanaal, waardoor de scheepvaart die bochten kan afsnijden. Wel liggen over het kanaal enige, ook voor auto's berijdbare, bruggetjes. Het kanaal wordt officieel beschouwd als een deel van het Dortmund-Eemskanaal. In het dorp is een kleine binnenhaven aan dit kanaal. Aan de Eems is een kleine jachthaven.
De gemeente is over de weg bereikbaar via de Duitse Autobahn A31, afrit 18 ongeveer 9 kilometer ten westen van Lathen.
Lathen heeft een spoorwegstation aan de lijn van Emden naar Münster, zie: spoorlijn Münster -Emden. Er stoppen alleen stoptreinen. In Lathen begint ook een goederenspoorlijntje via Sögel naar Werlte (Emsland). Incidenteel worden op dit traject in de zomers en weekends toeristische ritten met historische stoomtreinen e.d. gereden.

## Economie
De gehele gemeente wordt gekenmerkt door boerenland; de landbouw, met enige daaraan gerelateerde ambachtelijke bedrijven, vormt de hoofdpijler van de economie in deze gemeente.

## Geschiedenis
Lathen wordt in 854 als „Lodon“ voor het eerst in een document vermeld, en was toen al enige tijd een niet onbelangrijk dorp. Op of nabij de locatie van het latere Löthen bij Fredenburg was een oud-Saksische of Friese dingplaats, waar dus in de open lucht recht werd gesproken.
In de 13e eeuw was het gebied omstreden tussen het Graafschap Tecklenburg en het Graafschap Ravensberg ; daarom heeft er bijvoorbeeld in Löthen bij Fresenburg korte tijd een kasteel gestaan. De slotkapel daarvan bestaat nog. Van 1252 tot 1803 was de huidige gemeente deel van het Nedersticht van het Prinsbisdom Münster.
Het dorpje Langen was vanaf de 11e of 12e eeuw de oudste woonplaats van een (in de rechte lijn intussen uitgestorven) adellijke familie Von Langen, van wie telgen o.a. Burgmannen waren in Haselünne, Bramsche en talrijke andere in het Munsterse prinsbisdom gelegen stadjes. Deze Von Langens hadden een schapenscheer-schaar in hun familiewapen. In de 18e en 19e eeuw ontstonden de nieuwere dorpen: door de toegenomen vraag naar turf en de grotere behoefte aan landbouwgrond werd in Noord-Duitsland , evenals in Noord-Nederland, op grote schaal hoogveen afgegraven. De dalgronden, die zich onder de veenlaag bevonden, konden, mede doordat de kunstmest intussen was uitgevonden, als akkergrond gebruikt worden. De turfwinning duurde in Duitsland langer dan in Nederland, hier en daar wordt nog altijd turf gewonnen.
In 1942 werd het tussen Lathen en Sögel gelegen gehucht Wahn gesloopt (het moest in 1939 wijken voor een schietterrein van de Wehrmacht) en deels te Rastdorf, deels op de huidige plek herbouwd.

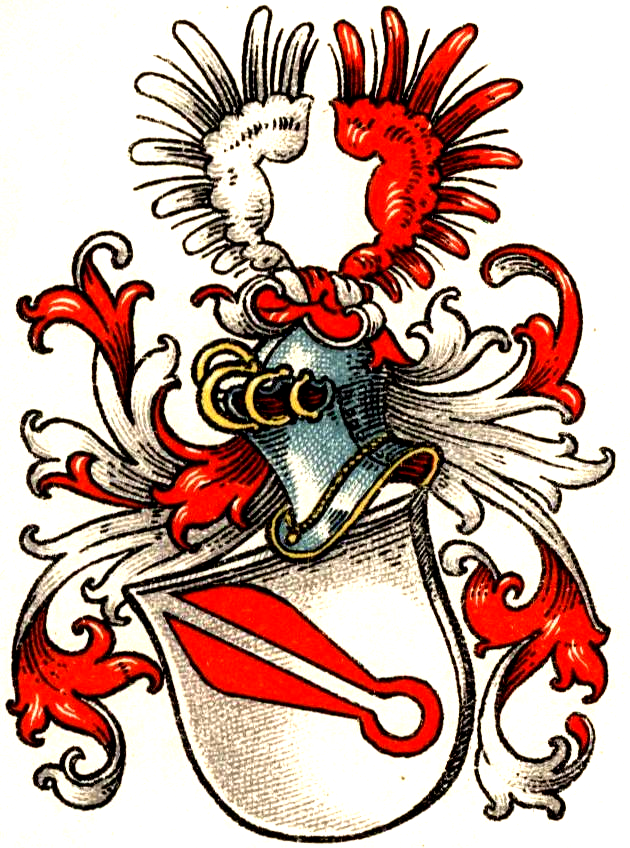
Wapen van het geslacht Von Langen

### Nazi-kampen (Emslandlager)

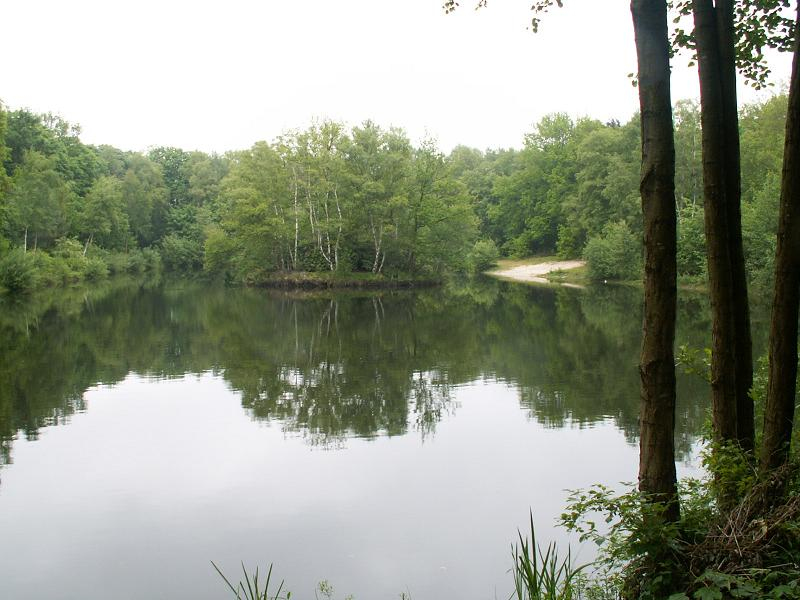
Resten van de vijver en het park Kamp Neusustrum
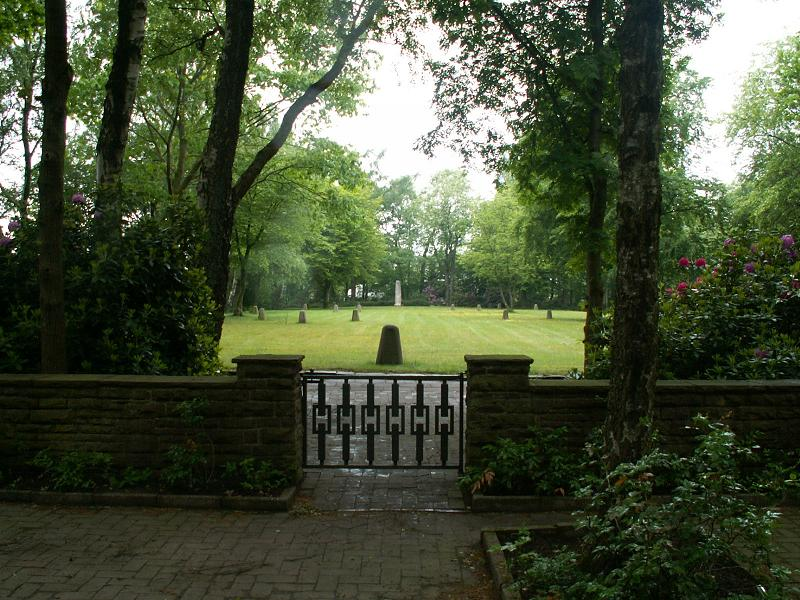
Begraafplaats voormalig kamp Oberlangen.

In de Tweede Wereldoorlog waren er binnen de gemeente enige van de vijftien beruchte Emslandlager gesitueerd. Dit waren in het Derde Rijk kampen, waar dwangarbeiders onder vaak onmenselijke omstandigheden en onder commando van soms uitzonderlijk wrede bewakers tewerkgesteld werden, en die daardoor soms het karakter van concentratiekampen kregen.
Zie:
- Kamp nr. 5: Kamp Neusustrum, hier moesten de dwangarbeiders een landhuis bouwen en een park met vijver aanleggen; de vijver is bewaard gebleven.
- Kamp nr. 6: Kamp Oberlangen

Het voormalige Kamp Esterwegen, dat zich in de huidige Samtgemeinde Nordhümmling bevindt, huisvest de centrale herdenkingsplaats voor alle 15 Emslandlager. Daar is ook een bezoekerscentrum.

### Transrapid-testbaan

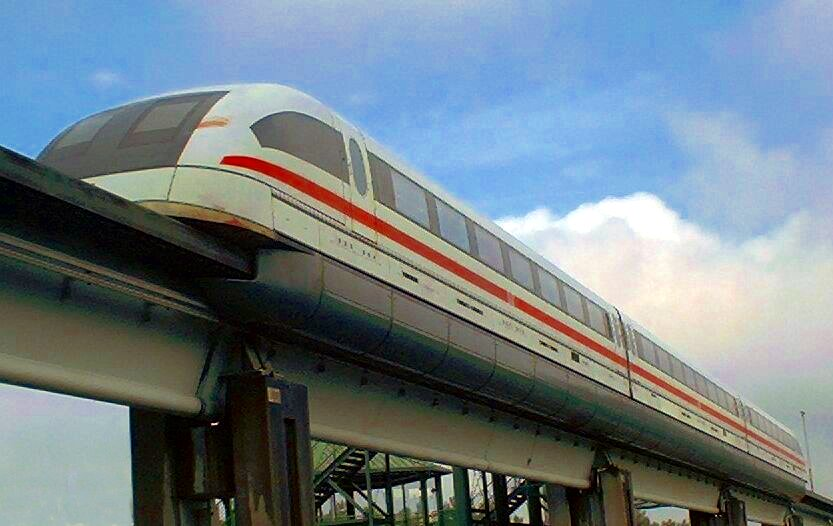
Transrapid op het testtraject bij Lathen
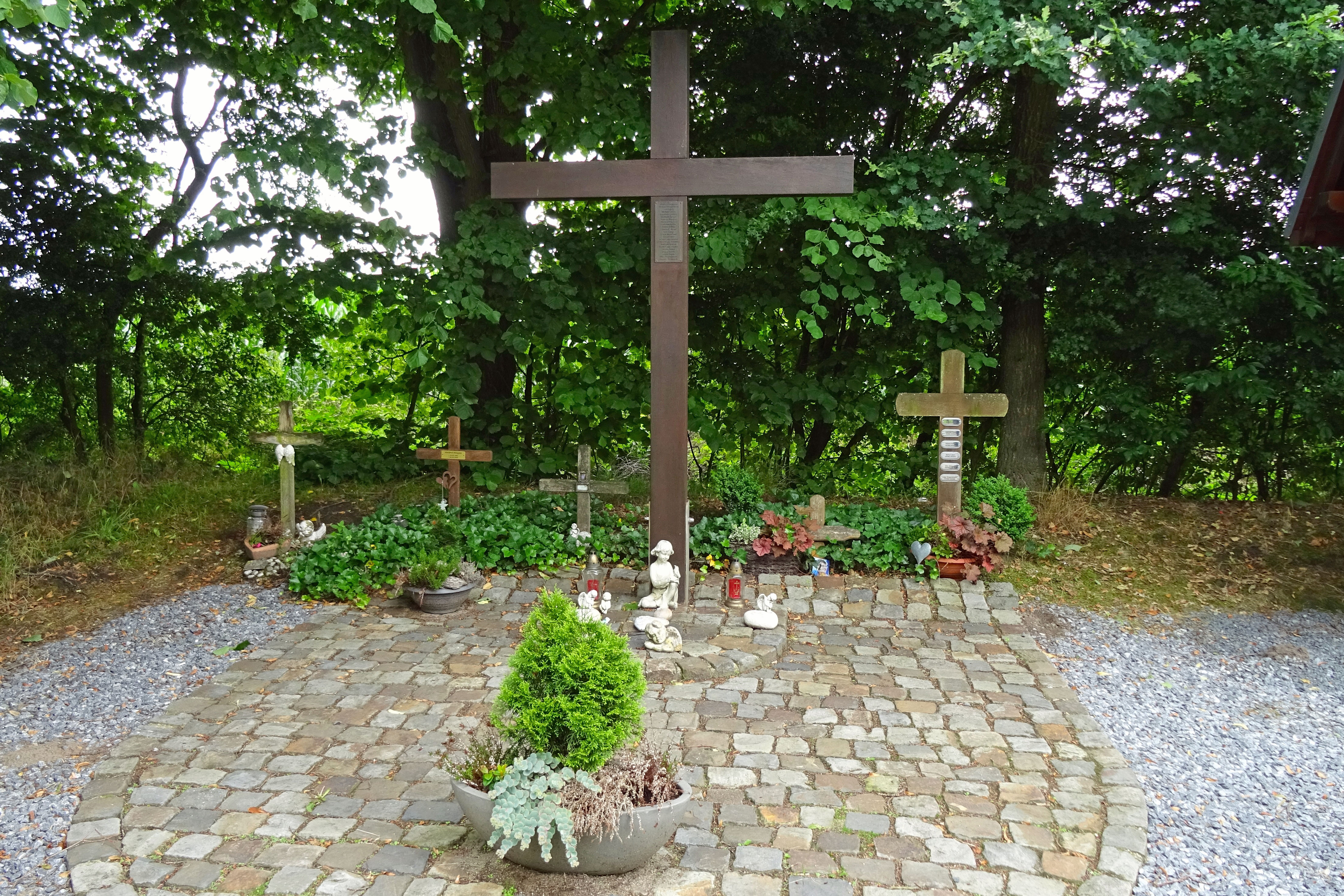
Monument langs het testtraject (ongeluk in 2006)
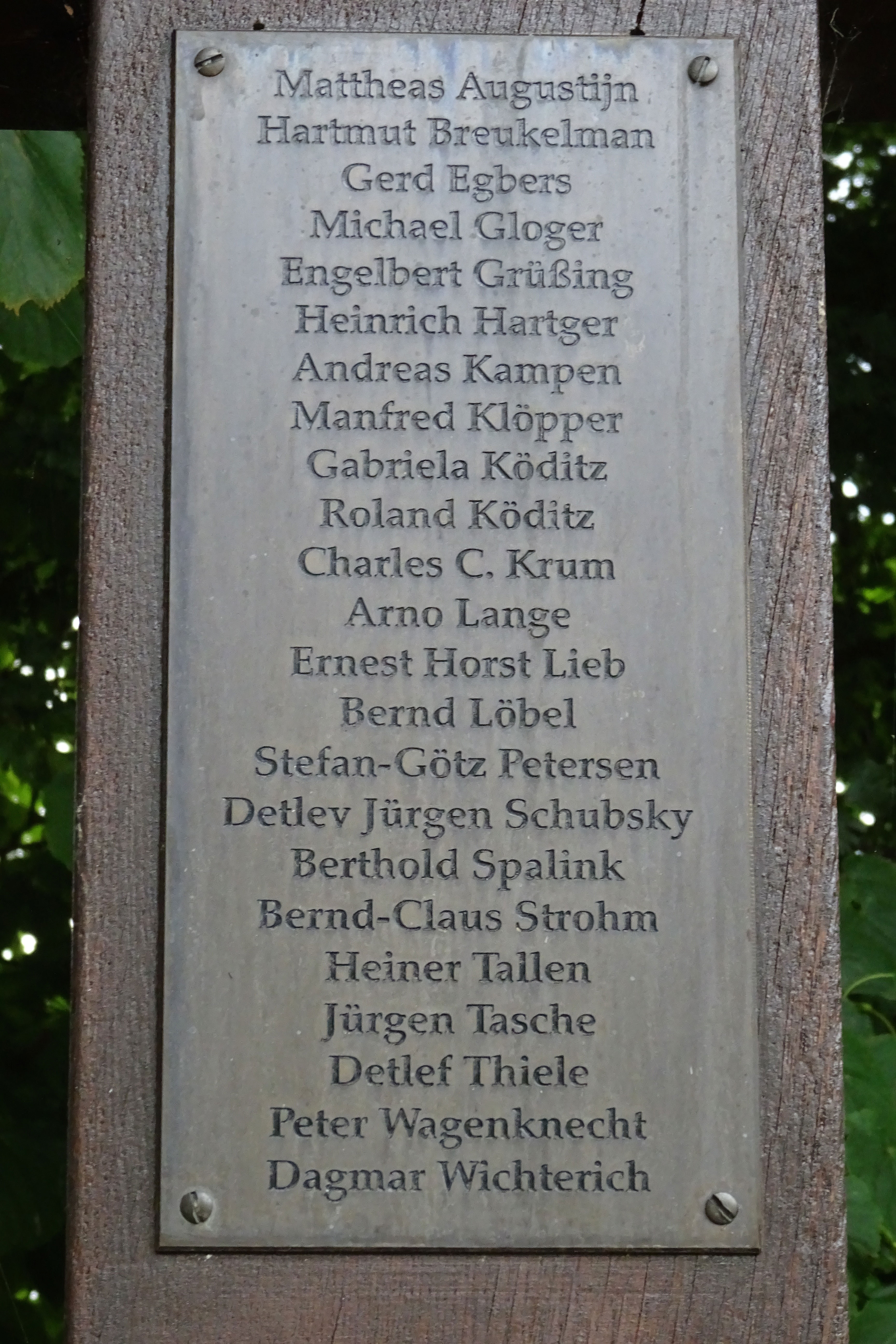
Namen omgekomen slachtoffers 22 september 2006

Lathen is bekend vanwege de voormalige testbaan van de magneetzweeftrein Transrapid bij het dorp. Plannen, om de testbaan, die gemiddeld 5 meter boven de grond uitsteekt, geheel te verwijderen, of om de installatie voor andere doeleinden te hergebruiken, zijn (tot maart 2021) steeds op financiële of milieubezwaren stukgelopen.
Op 22 september 2006 vielen tijdens een proefrit ter hoogte van Melstrup, 3 km ten noorden van het dorp Lathen, 23 doden en 10 zwaargewonden, toen de zweeftrein (met 29 inzittenden) met een snelheid van ruim 200 km/u tegen een stilstaande dienstwagen botste, waarin zich twee personen bevonden. Het ongeluk gebeurde door menselijk falen; de controlekamer had zich niet vergewist of de dienstwagen zich nog op het traject bevond. De twee arbeiders in de dienstwagen wisten zich in veiligheid te brengen door er net op tijd uit te springen en kwamen ruim vier meter lager op de grond terecht.

## Bezienswaardigheden, toerisme
- Vier km ten zuiden van Lathen, iets ten oosten van het gehucht Hilte staat een in 1818 gebouwde windmolen.
- Incidenteel worden op het goederenspoor Werlte- Sögel- Lathen v.v. in de zomers en weekends toeristische ritten met historische stoomtreinen e.d. gereden.
- Lathen is een knooppunt van enige langeafstandsfietsroutes.
- De fraaie, deels 13e-eeuwse, deels 16e-eeuwse, rooms-katholieke St. Vituskerk midden in Lathen is vrijwel alleen toegankelijk voor het bijwonen van erediensten en voor gebed.

## Bijzondere personen met betrekking tot de gemeente
- Erna de Vries (1923-2021), Duits-Joods overlevende[2] van de Holocaust, sinds 1947 woonachtig in Lathen, aldaar in oktober 2021 overleden, ereburgeres van de gemeente; naar haar is het plein voor het gemeentehuis van Lathen genoemd

## Afbeeldingen

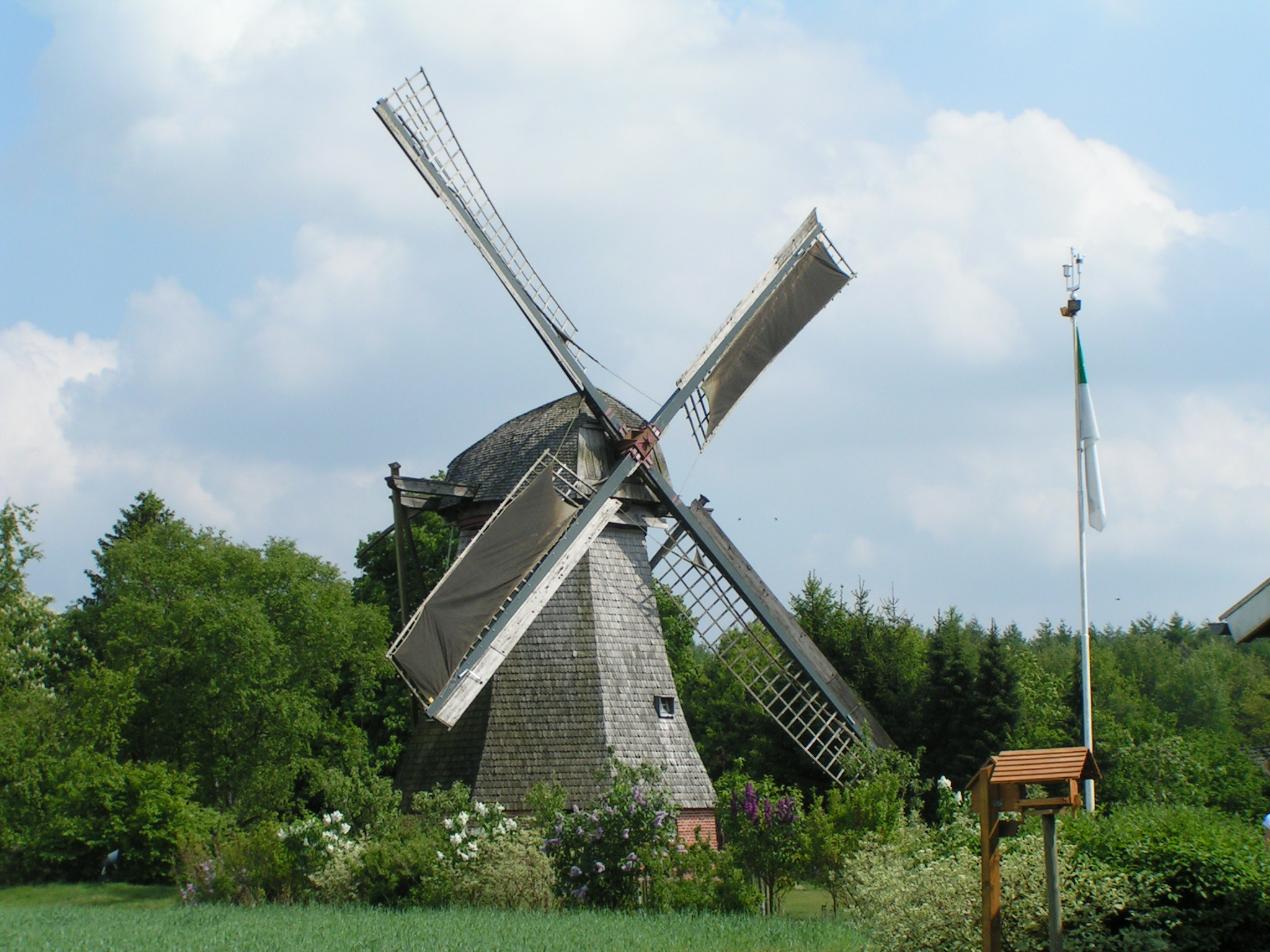
Windmolen te Hilter
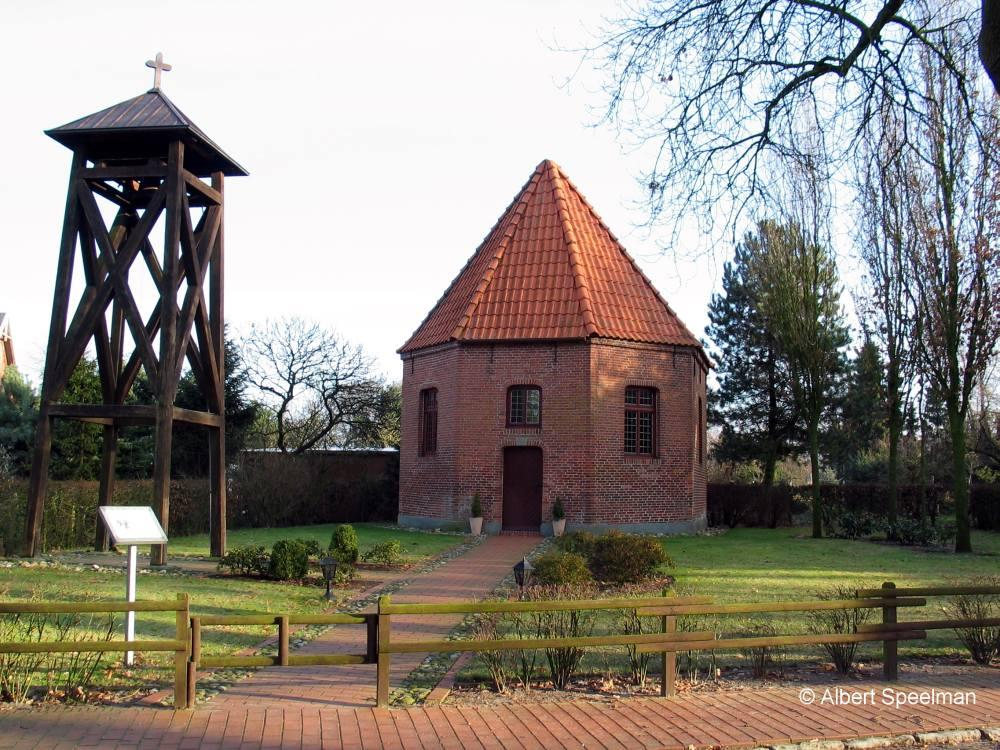
Kapel van het vroegere kasteel Fresenburg, Düthe
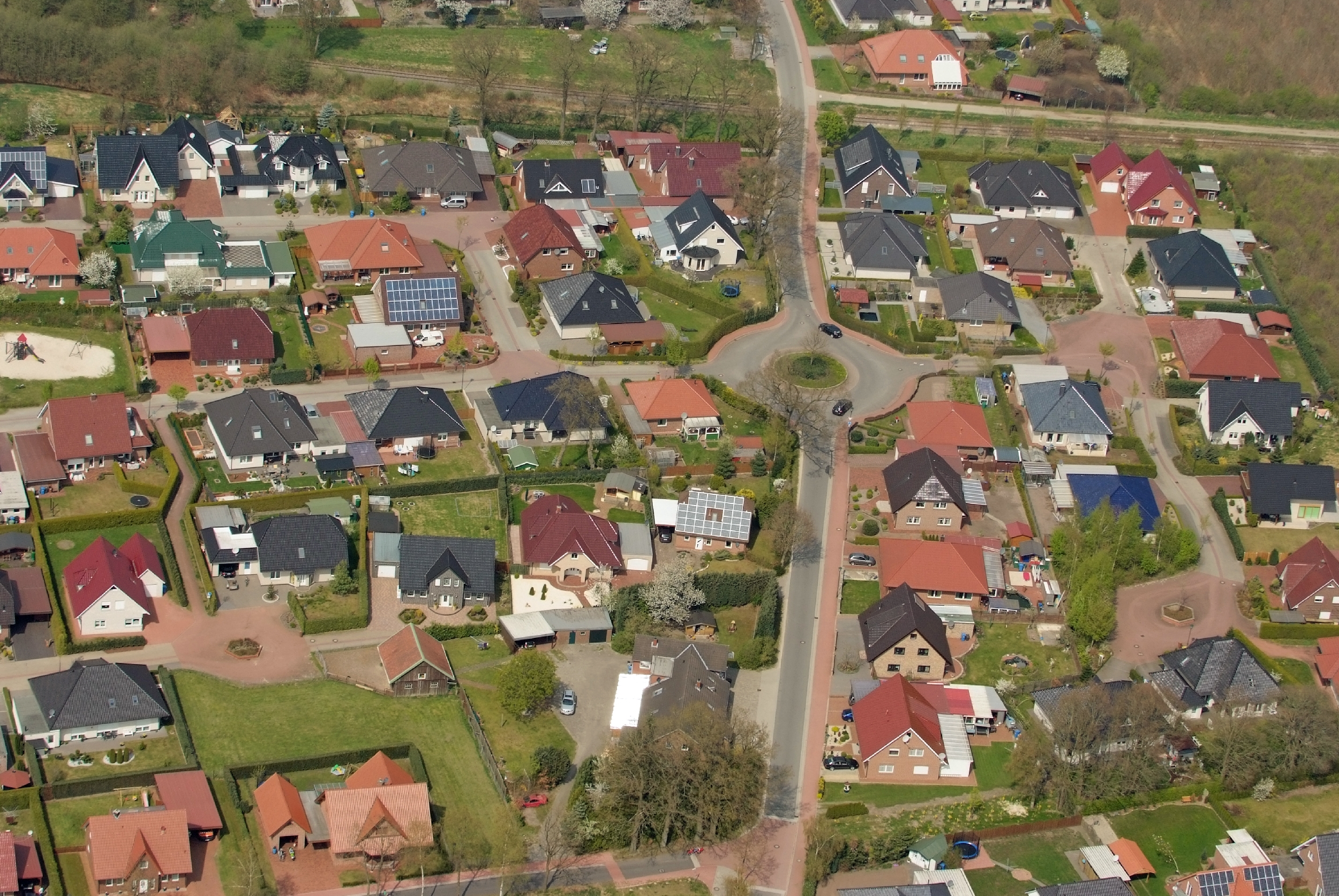
Luchtfoto van Lathen (2013)
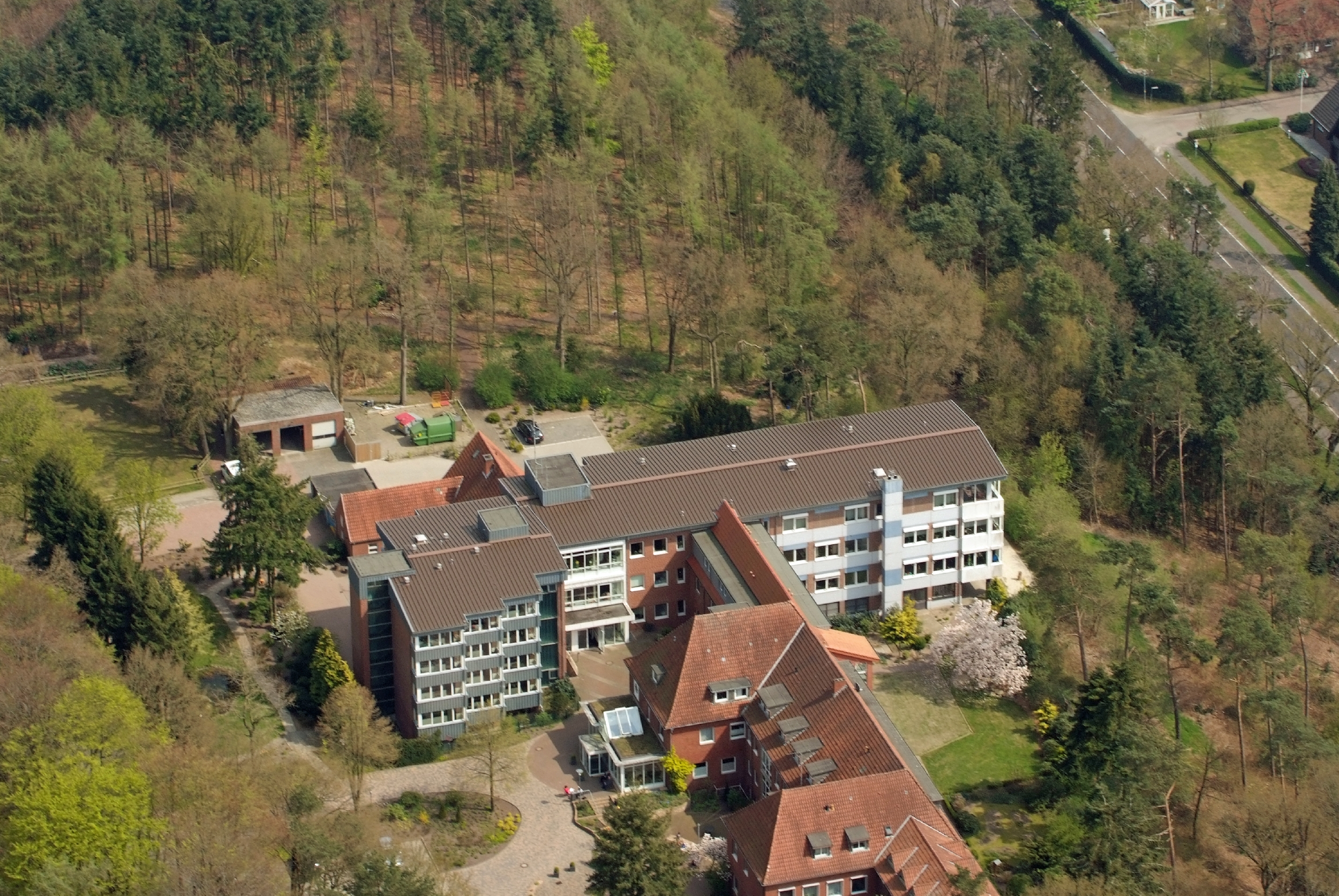
Marienheim (verpleeghuis te Lathen)